# Rosas (Cauca)
Rosas est une municipalité située dans le département de Cauca, en Colombie.